# شرافان غوبتا
شرافان غوبتا (بالإنجليزية: Shravan Gupta)‏‏ (1973 - ) شخصية أعمال من الهند.